# Hanuman (film, 1998)
Pour les articles homonymes, voir Hanuman (homonymie).
Pour plus de détails, voir Fiche technique et Distribution.
Hanúman est un film franco-indien réalisé par Frédéric Fougea, sorti en 1998. Il raconte la lutte entre Tom, un jeune Écossais, et des trafiquants d'œuvres sacrées en Inde dans les années 1990 ; le titre du film, Hanuman, est le nom du dieu-singe hindou dont Tom retrouve par hasard une statue, mais l'intrigue fait aussi régulièrement allusion à la légende du dieu Hanuman.

## Synopsis
Tom, un jeune Écossais, a passé une partie de son enfance dans le sud de l'Inde en compagnie de son père. Celui-ci, archéologue, avait découvert une statue du dieu hindou Hanuman. Des années plus tard, Tom retrouve par hasard cette statue mise aux enchères dans une vente à Londres. Comprenant que la statue et d'autres œuvres du même genre font l'objet d'un trafic, il décide de repartir en Inde du Sud pour lutter contre les trafiquants. Il y retrouve une femme, Anja, son premier amour, alors sur le point de se marier avec un Indien. Tom se trouve menacé par les trafiquants d'art qui tentent d'éliminer le gêneur ; entre alors en scène Hanou, un jeune macaque, qui sauve la vie à Tom et fait preuve d'une intelligence hors du commun.

## Fiche technique
- Titre : Hanuman
- Réalisation : Frédéric Fougea
- Scénario : Michel Fessler et Frédéric Fougea
- Musique : Laurent Ferlet
- Photographie : Bernard Lutic
- Son : Michel Mellier
- Montage : Yann Dedet et Frédérique Lebel
- Directeur artistique : Thotta Tharani
- Production : Patrice Ledoux et Frédéric Fougea
- Producteurs associés : Nathalie Auffret et K. Kaarthikeyan
- Production executive : Barthélémy Fougea
- Sociétés de production : Gaumont, Boréales, Visual Eyes
- Pays de production :  France,  Inde
- Langue originale : anglais, dialecte hindi
- Format : couleur - 1.85 - Dolby Digital
- Genre : aventures
- Durée : 90 minutes
- Date de sortie : 28 octobre 1998

## Distribution
- Robert Cavanah : Tom
- Tabu : Anja
- Nathalie Auffret : Alice
- Khalid Tyabji : Deva
- Jaaved Jaaferi : Ashok
- Sidney Kean : Roberto
- Yatin Karyekar : l'officier de police
- Ramesh Pandit : Ravi
- Jim-Adhi Limas : Louis
- Govinda Rao : le père d'Anja
- Nitiya Sukumaran : Moona
- Robin Arthur Corner Jr : Tom, adolescent
- Nidhi Dharamraj : Anja, adolescente
- Tom Alter : le père de Tom
- Veena Sajnani : le ministre
- Venkat Rao : le serviteur d'Anja
- Hans Kaushik : le jeune Sadhou
- Shankar Rao : le prêtre
- Paul Bandey : le commissaire-priseur
- Christophe Pearson : un client
- Shannon Finnigan : une cliente
- Sophie Dumont-Ader : la secrétaire de Louis
- William Doherty : le narrateur (voix off)